# Vendange en vert

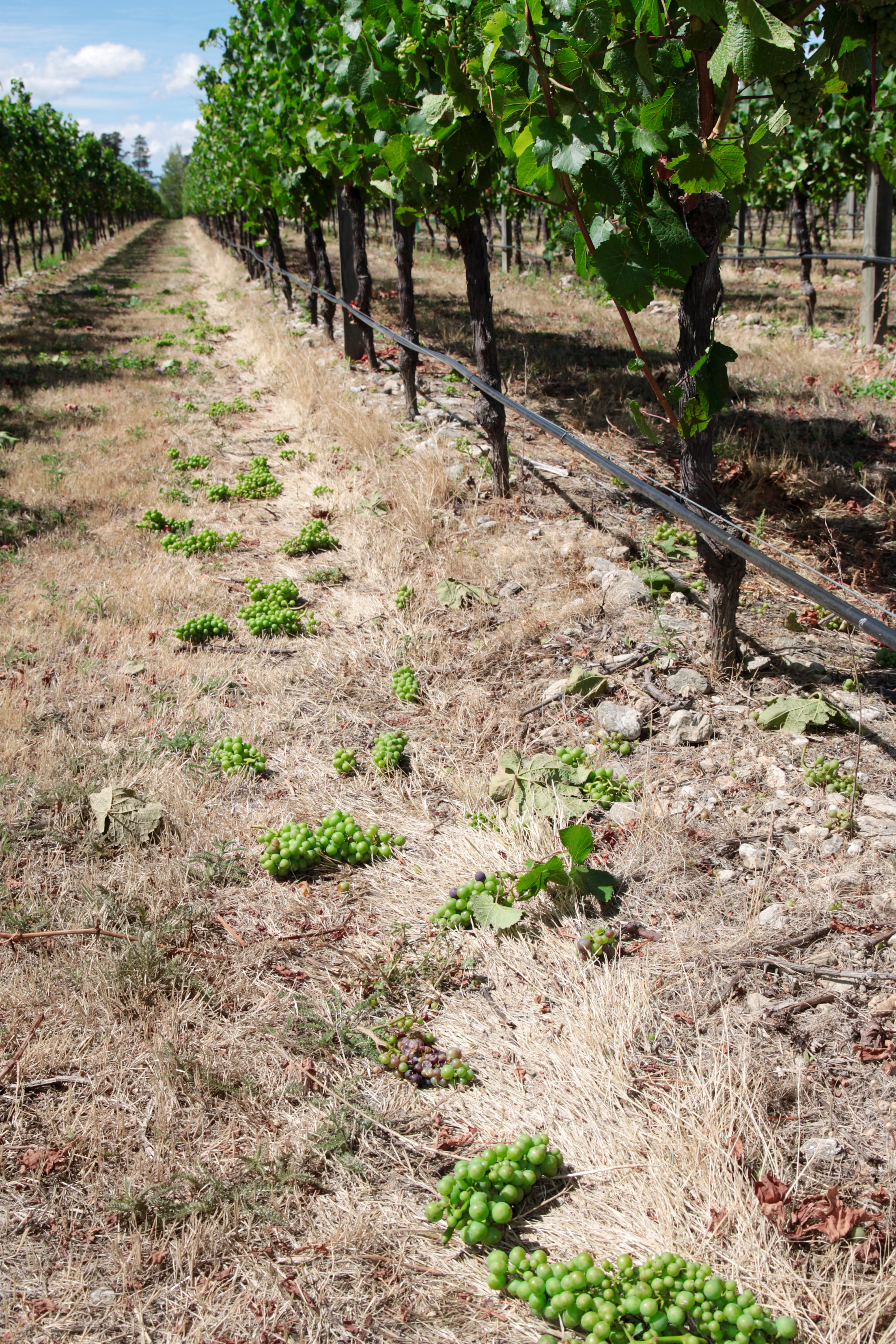
Vendange en vert

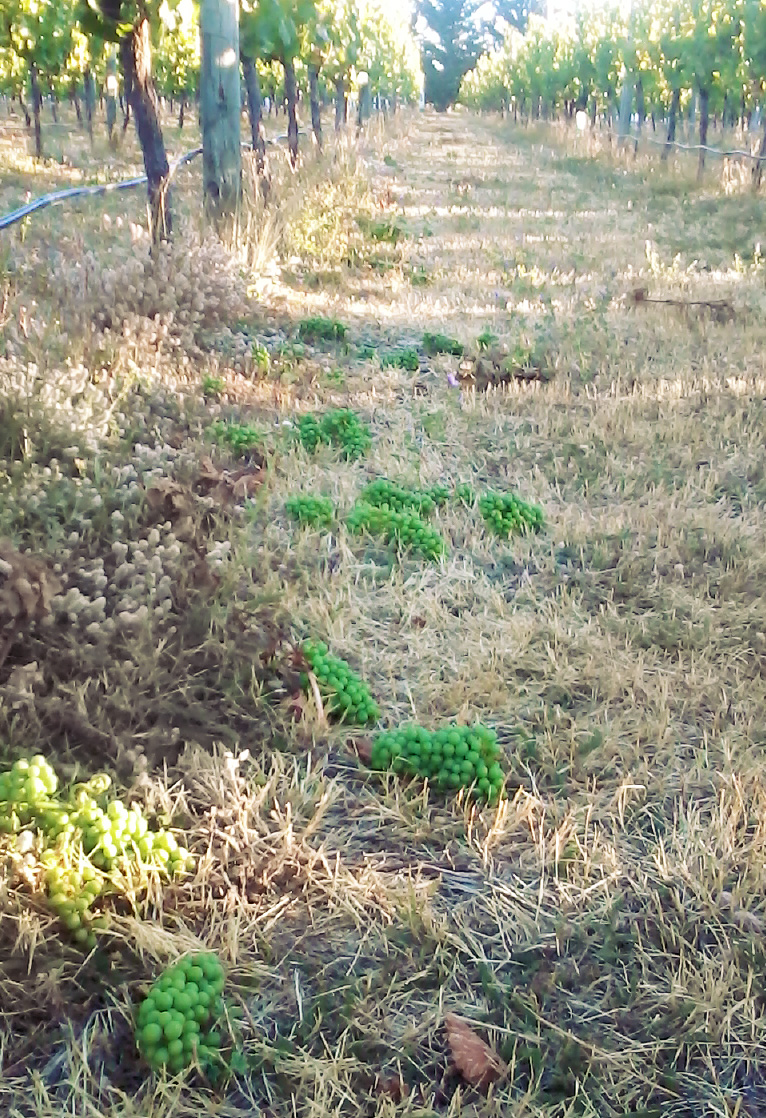
Grappes au sol après la vendange en vert

La vendange en vert ou Éclaircissage est une pratique viticole destinée à réduire la quantité de raisin.

## But
Si le rendement raisin/cep est trop élevé, la vigne ne pourra fournir assez d'énergie pour amener ses raisins à une maturité suffisante. Le vin sera dilué (degré plus faible, acidité plus élevée), manquera d'arômes, de puissance, de structure.
Le travail à la vigne nécessite de respecter une quantité de raisin que la vigne est capable d'amener à une maturité optimale. Les raisins restants après la vendange en vert profiteront de l'énergie issue de la photosynthèse que leur procurera le plant de vigne. Ils bénéficieront d'une meilleure maturité.

## Mode opératoire
Le vigneron passe dans les vignes au moment de la véraison pour couper du raisin qu'il laisse sécher par terre. L'époque pour pratiquer cette opération est importante. Trop tôt, les grappes restantes grossissent et rattrapent la quantité enlevée. Si l'opération a lieu trop tard, le retard de maturité ne peut plus être rattrapé.
Lors de l'opération, le vigneron en profite pour enlever les grappes les moins mûres (pour homogénéiser la maturité) et pour enlever des grappes là où leur entassement risque de provoquer une sensibilité accrue aux maladies (mildiou ou pourriture grise). Les grappillons sont également enlevés prioritairement, du fait de leur incapacité à produire des raisins matures pour les vendanges. Les grappes les plus proches de la base des rameaux ont tendance à être plus sensibles au millerandage, et à être plus lâches. Préserver ces grappes favorise donc une concentration des composés polyphénoliques, diminue l'effet de dilution à cause de la petite taille des baies, et par ailleurs diminue également le risque de maladies en limitant la compacité de la grappe et la stagnation d'humidité.

Vendange en vert
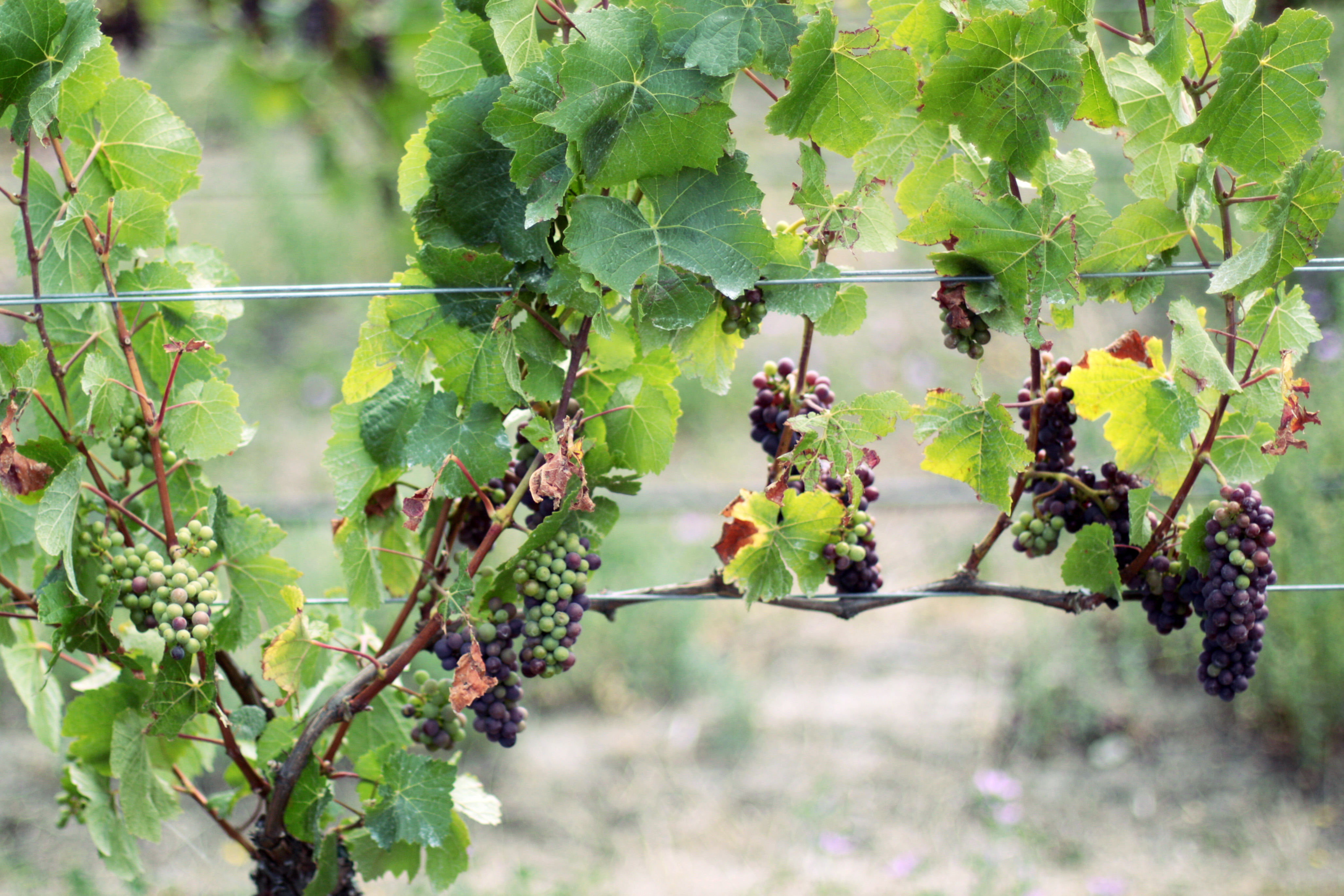
Avant
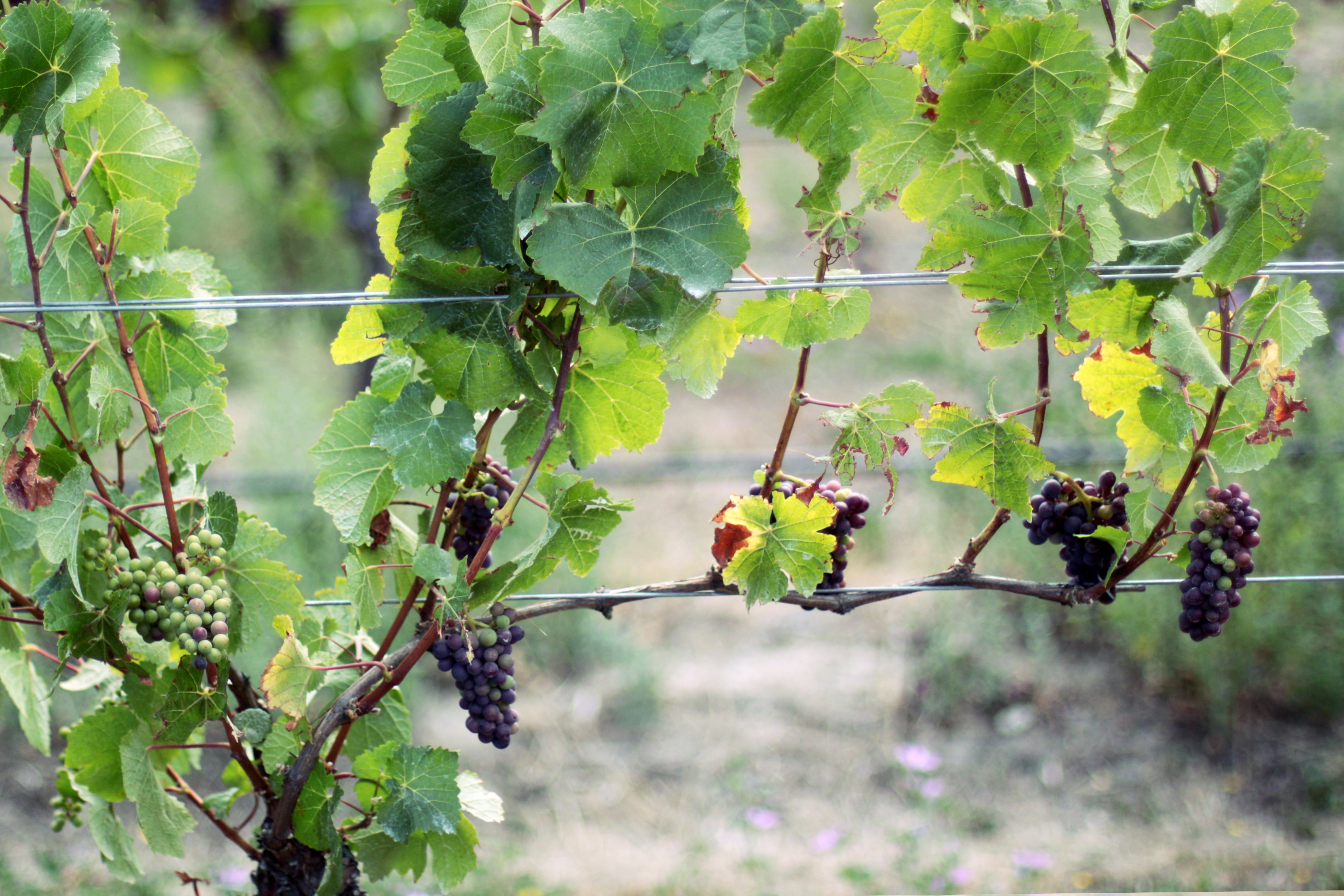
Après
Résultat

## Inconvénients
La vigne débute la floraison de l'année suivante au moment de la véraison. En enlevant trop de raisin, la vigne réagit comme pour une petite récolte et cela provoque une forte sortie de raisin l'année suivante. Ainsi, année après année, il est nécessaire d'agir.
Selon les chercheurs en viticulture, la vendange en vert doit être destinée à limiter une année exceptionnelle. Si l'action devient annuelle, elle coûte trop cher en personnel et en temps et démontre qu'une erreur a été commise en amont: mauvaise adéquation entre cépage et terroir ou entre porte-greffe et terroir, amendement trop riche, taille trop longue...